# Cantores de Híspalis
Cantores de Híspalis es un grupo musical de sevillanas originario de Sevilla, España.

## Historia
El grupo se forma en 1977 en Salamanca, pues en esta ciudad vivía Pascual González, cuando, convencido de retomar sus ancestros musicales andaluces, seleccionó los diez temas mas idóneos de sus propias composiciones, idealizados para un grupo de tres o cuatro voces que, aun sin integrantes, bautizó como Cantores de Híspalis, viajando a Sevilla con su ilusionado proyecto, a la búsqueda de la formación necesaria. Después de dos meses de pruebas y ensayos se definió por un trío junto a José Antonio Rúa y Juan Luis Calceteiro, con los que volvió a Salamanca, donde prepararon una maqueta de cuatro temas que en mayo de 1977 grabaron en los estudios Cimasa de Madrid, bajo la producción del cantautor castellano Nino Sánchez y el grupo de rock Alarcón 13.
El 2 de septiembre de 1977,firmaron su primer contrato discográfico con Discos Columbia. En diciembre grabaron, en los estudios Libertad de Madrid, su primer disco titulado Cosas de mi tierra, producido por José Luis Navarro y editado en febrero de 1978. Integrado dentro del movimiento de la Nueva Canción Andaluza, para nada tendría que ver este disco con el destino del grupo, convertido meses más tarde en cuarteto por la integración de Rafael Ojeda "Falín".
Cantores de Híspalis, reinterpretaron las sevillanas, con representación en escenarios con gran puesta en escena y grabaciones con célebres bandas musicales como la Filarmónica de Londres.
Números uno en las listas de éxitos internacionales, la Sociedad Fonográfica Europea les otorgó, en Düsseldorf, el Gold Premium «La Voz de su Amo» a la mejor producción continental por su disco DANZA. Recibieron múltiples discos de oro y platino, además de realizar conciertos con orquestas sinfónicas y montar grandes espectáculos.
En 1988, José Antonio Rúa y Rafael Ojeda, dejan el grupo, siendo sustituidos para los proyectos que ya tenían firmados por los hermanos Carlos y Mario Ruiz. Con los nuevos integrantes, Cantores de Híspalis, graba el LP "Sangre" en 1989 y "Gazpacho Fresquito" en 1990, disco que Pascual González no llega a promocionar porque se marcha después de haberlo grabado para iniciar su carrera en solitario.
El grupo se reencuentra en el año 2000, con el nombre de «Pascual González y Cantores de Híspalis», para realizar el espectáculo cofrade Sevilla reza cantando, un regreso cargado de éxito que supuso el inicio de una nueva etapa.
El 30 de junio de 2008 fallece uno de sus miembros, Rafael Ojeda, debido a un cáncer de colon.
El mismo año se publica el libro Tributo. Treinta años de Cantores de Híspalis, escrito por Pascual González y consensuado por todos los integrantes de Cantores de Híspalis, con pinceladas de músicos, artistas y amigos de los protagonistas, en él se narra la historia, aventuras y desventuras del grupo, desde sus orígenes.
En noviembre de 2010 lanzan al mercado La Gran Fiesta de las Sevillanas, 35 años de éxitos, un disco donde colaboran una serie de artistas que, hasta el momento, no habían interpretado nunca sevillanas y con los que consiguen revolucionar de nuevo el panorama musical nacional e internacional consiguiendo ventas astronómicas y ocupando primeros puestos en las listas, obteniendo así, discos de oro y platino, llegando a ser nominados finalistas en la XV edición de los premios de la Academia de la Música de España.
Artistas que participaron en La Gran Fiesta de las Sevillanas, 35 años de éxitos, Volumen I: El Koala, María Isabel, Junior Míguez, Los Morancos, India Martínez, Decai, David DeMaría, El Arrebato, Fofito, Javier Ruibal, Manolo Escobar, Coro de Julio Pardo, David Bisbal, El Sevilla, Queco, Falín, Pasión Vega, Los Sabandeños, Juan Valderrama, Pastora Soler, Joana Jiménez, Rosa López, Miguel Poveda, José Manuel Soto, Manuel Carrasco, Paco Herrera, Raimundo Amador y José Antonio Rodríguez.
Artistas que participaron en Queridos Compañeros, La Gran Fiesta de las Sevillanas, Volumen II: Coro del Rocío de Coria del Río, Argentina, Los del Guadalquivir, Aires de Lebrija, Miguel de los Reyes, Los de la O, Paco Taranto, Los Doñana, Albahaca, El Mani, Sal Marina, Peregil, El Pali, Brumas, La Canastera, Chiquetete, Requiebros, Los Maravillas, Marisma, Ecos del Rocío, Siempre Así, Romero San Juan, Onuba, Manuel Linares, Las Soles, Manuel Orta, Los Rocieros, Pepe de Lucía, Tate Montoya, Coro de Julio Pardo, María del Monte, Manguara, Rafa Serna, Raya Real, Los Romeros de la Puebla, Los Marismeños, Los del Río, Amigos de Gines, Pedro Ricardo Miño, Ecos de las Marismas, Las Carlotas, María de la Colina, Juanini, Manuel Pareja Obregón, Arturo Pareja Obregón, Enrique Casellas, Isabel Fayos, Juan Valladares, Melhaza, Menta y Romero, Alejandro Hernández, Brisas del Guadiana, Paco Candela, Malandar, Cantares de Huelva, Lubricán, Raquel Morey, De Caramelo, Consejo de Bandas de la Ciudad de Sevilla y Coro Amigos de las Sevillanas.
En noviembre de 2013 fallec José Antonio Rúa.
En 2015 diagnostican a Pascual González con cáncer de garganta, tras someterse a más de 14 operaciones y sesiones de quimioterapia, termina siendo laringectomizado a finales de 2016. Mientras todos lo daban por acabado, Pascual González, escribía en el hospital su obra sacra culmen, "CRISTO, PASIÓN Y ESPERANZA", con la que volvió a los escenarios, junto a Cantores de Híspalis, recibiendo todo el calor del público que llenó los teatros en cada una de sus representaciones.
El último disco editado y publicado es TIERRA, 2019, libro-disco, dedicado al V Centenario de la primera vuelta al mundo, cuyo espectáculo no pudo promocionarse y desarrollarse con normalidad por coincidir con la pandemia de Covid-19.
El 6 de febrero de 2022, fallece el autor y líder de Cantores de Híspalis, Pascual González, con motivo de una infección en la médula que los médicos estuvieron confundiendo con una contractura hasta que fue irremediable.

### Discografía
- Cosas de mi tierra (1978)

- A ti, Sevilla (1980)

- Desde el corazón del pueblo (1981)

- A nuestro aire (1982)

- Salsas, compás y palmas (1982)

- Grandes éxitos (1984)
- Sabor Afrobético (1985)
- El autobús de la Primavera (1985)

- Gente güena (1987)

- Cantores de Hispalis (1986)

- Superandalucía (1986)

- Danza - Sevillanas 88 (1987)

- Por la paz (1988)

- Pavo, turrón y a cantar (Villancicos) (1988)

- Sangre (1989)

- Gazpacho fresquito (1991)

- Al'baraka (1998)
- Sevilla Reza Cantando (2000)
- La Taberna de los poetas (2002)
- Esto es lo que hay (2005)
- Esta Fiesta es la Caña (2006)
- Sevilla Reza Cantando (nueva edición + DVD, 2007)
- La pasión de Andalucía (2012) (CD-DVD)
- La Gran Fiesta de las Sevillanas, 35 años de éxitos (2010)
- Queridos compañeros, Vol. II. La Gran Fiesta de las Sevillanas (2011)
- La Gran Manzana, Vol. III. La Gran Fiesta de las Sevillanas (2013)
- Que vivan las sevillanas (2015)
- Cristo, Pasión y Esperanza (2017)
- Tierra (2019)